# Henry H. Fowler
Pour les articles homonymes, voir Hammill et Fowler.
Henry Hammill Fowler, né le 5 septembre 1908 à Roanoke (Virginie) et mort le 3 janvier 2000 à Alexandria (Virginie), est un juriste et homme politique américain. Membre du Parti démocrate, il est secrétaire au Trésor entre 1965 et 1968 dans l'administration du président Lyndon B. Johnson.

## Source
- (en) Biography of Secretary Henry H. Fowler, Département du Trésor des États-Unis